# Coll dels Puiols
El Coll dels Puiols, pronúncia pallaresa de Coll dels Pujols, és un coll a 1.023,7 m. alt. del terme municipal de Tremp, a dins de l'antic terme de Fígols de Tremp. Està situat a la Serra del Pui, al sud-est de lo Puiol. Es troba al sud-oest del poble de Puigverd, i al sud de Montllobar.